# Venetikà
 (octobre 2024).
Si vous disposez d'ouvrages ou d'articles de référence ou si vous connaissez des sites web de qualité traitant du thème abordé ici, merci de compléter l'article en donnant les références utiles à sa vérifiabilité et en les liant à la section « Notes et références ».
584–697
Entités précédentes :
- Annonaria

Entités suivantes :
- République de Venise

La Venetikà (du grec Βενετικὰ, en latin : Venetia) est un territoire de l'Italie byzantine et un département de l'exarchat de Ravenne, constitué en 584 par l’empereur romain d'Orient Maurice Ier, détaché de la précédente éparchie : Annonaria. En 697, le département est érigé en duché de Venise.

## Histoire et territoire
La création du département advient lors de la réorganisation des territoires romains d'Orient d'Italie, consécutive à l'invasion des Lombards à partir de 568, notamment en Italie septentrionale et centrale. La réforme de Maurice Ier arrivait environ quatre années après la précédente réorganisation voulue par Tibère II Constantin, opérant une fragmentation plus fine des provinces, pour les rendre autosuffisantes du point de vue défensif.
La Venetikà s’étendait alors à la seule côte Adriatique, avec les nouveaux centres lagunaires créés à la suite des invasions, et peu de cités dans l'intérieur des terres, dont Padoue, Monselice, Opitergio et Altino. Cette dernière fut bien vite prise par les Lombards, tandis que la population romane se réfugie dans la lagune où la protection était assurée par la suprématie de la marine impériale et par le milieu naturel, avec un mètre en moyenne de profondeur et un labyrinthe de canaux changeants (velme), de vasières (piane), de lais (barene) et de sansouires (palude) où les envahisseurs terrestres s'envasaient, et où les intrus maritimes s’échouaient : seuls des bateaux à fond plat pouvaient y accéder à condition que le pilote connaisse bien la topographie des lieux.
Face au déclin du contrôle impérial sur l’Italie et à l'affaiblissement de l’Exarchat, menacé dans sa propre capitale, Ravenne, autour de 697 la Venetikà fut, comme plusieurs autres possessions italo-byzantines, assignée au gouvernement d’un duc : ce nouveau duché, à mesure du déclin du contrôle impérial, prit de plus en plus d’indépendance jusqu’à se transformer en une république de Venise.

## Sources
- (it) Cet article est partiellement ou en totalité issu de l’article de Wikipédia en italien intitulé « Venetikà » (voir la liste des auteurs) le 02/11/2012.